# Alexander Iwanowitsch Makarewski
Alexander Iwanowitsch Makarewski (russisch Александр Иванович Макаревский; * 3. Apriljul. / 16. April 1904greg. im Dorf Muschkowitschi, Ujesd Duchowschtschina; † 11. Mai 1979 in Moskau) war ein sowjetischer Physiker, Luftfahrtingenieur und Hochschullehrer.

## Leben
Makarewski Vater war Diakon an der örtlichen Kirche. Er besuchte die Mittelschule in Smolensk. Nach der Oktoberrevolution trat er 1919 in die Rote Armee ein und machte den Polnisch-Sowjetischen Krieg mit als Melder im Stab der 16. Armee der Westfront. Ende 1920 wurde er aus der Armee entlassen und auf die RabFak am Smolensker Polytechnischen Institut geschickt. Anschließend begann er das Studium an der Mechanik-Fakultät der Moskauer Technischen Hochschule (MWTU), das er 1929 mit seiner Diplomarbeit über eine Windkraftanlage als Luftfahrtingenieur abschloss.
Bereits ab 1927 arbeitete Makarewski im Zentralen Aerohydrodynamischen Institut (ZAGI) in Schukowski. In den ersten Jahren seiner wissenschaftlichen Arbeit beschäftigte er sich weiter mit Windkraftanlagen. Als 1935 das Laboratorium für Windkraftanlagen verkleinert wurde, wechselte Makarewski in das Laboratorium für Probleme der Festigkeit von Flugzeugen. 1935–1936 bearbeitete er Fragen der zulässigen Gesamtverformung von Flugzeugkonstruktionen. Die entsprechenden Festigkeitswerte wurden erstmals 1937 in die Festigkeitsnormen aufgenommen. Ein Schwerpunkt seiner Arbeit in dieser Zeit war die Untersuchung der Belastungen der Flügel und Leitwerke der Jagdflugzeuge während des Flugs.
Nach Beginn des Deutsch-Sowjetischen Krieges leitete Makarewski ab August 1941 das Laboratorium für Festigkeit des ZAGI. Während des Krieges stand die Gewährleistung der Festigkeit und Dauerfestigkeit der Flugzeuge im Mittelpunkt. Viele Pe-2, Il-2 und Jagdflugzeuge der Reihen Jak und La durchliefen die entsprechenden Prüfungen. 1944–1947 untersuchte Makarewski die besonderen Belastungen der Flugzeugkonstruktionen bei Flügen mit hohen Mach-Zahlen, deren Ergebnisse wieder in die Normen eingingen.
1950 wurde Makarewski Chef des ZAGI. Er beteiligte sich an der Bearbeitung der Probleme der Warmfestigkeit. Er trug zur Lösung der Sicherheitsprobleme der Bomber Tu-16, Tu-95 und 3M bei Kernwaffenexplosionen bei. Er nahm an der Entwicklung des Verkehrsflugzeugs Tu-104 teil, wobei er die Methodik zur Gewährleistung der Sicherheit für solche Flugzeuge erarbeitete. 1956 wurde er Gründungsmitglied des Russischen Nationalen Komitees für Theoretische und Angewandte Mechanik.
1960 wurde Makarewski Erster Stellvertreter des ZAGI-Chefs für Festigkeit. Er erweiterte das Laboratorium für Festigkeit, so dass es 1963 in einen Komplex mit zunächst drei Teillaboratorien umgewandelt wurde. Er verstärkte die experimentelle Ausstattung, gründete ein Laboratorium für Aeroelastizität, ein Laboratorium für Warmfestigkeit und weitere Anlagen. 1970 wurde er wissenschaftlicher Leiter des ZAGI für Probleme der Festigkeit von Flugzeugkonstruktionen.
Neben seiner Forschungs- und Entwicklungstätigkeit lehrte Makarewski an der MWTU. 1943 wurde er zum Doktor der technischen Wissenschaften promoviert. 1952 wurde er zum Professor ernannt und leitete dann den Lehrstuhl für Festigkeit des Moskauer Instituts für Physik und Technologie (MFTI). 1953 wurde er zum Korrespondierenden Mitglied und 1968 zum Vollmitglied der Akademie der Wissenschaften der UdSSR (AN-SSSR, seit 1991 Russische Akademie der Wissenschaften (RAN)) gewählt.

## Ehrungen, Preise
- Stalinpreis II. Klasse (1943)[1][3]
- Leninorden (1943, 1945, 1957)
- Medaille „Für die Verteidigung Moskaus“
- Medaille „Für heldenmütige Arbeit im Großen Vaterländischen Krieg 1941–1945“
- Orden des Roten Banners der Arbeit (1951, Januar 1954, April 1954)[3]
- Held der sozialistischen Arbeit (1957)[3]
- Leninpreis (1957)[1]
- Verdienter Wissenschaftler und Techniker der RSFSR (1964)[3]
- Medaille „20. Jahrestag des Sieges im Großen Vaterländischen Krieg 1941–1945“
- Jubiläumsmedaille „Zum Gedenken an den 100. Geburtstag von Wladimir Iljitsch Lenin“
- Schukowski-Preis des Ministerrats der UdSSR mit Goldmedaille (1971)
- Orden der Oktoberrevolution (1974)
- Medaille „30. Jahrestag des Sieges im Großen Vaterländischen Krieg 1941–1945“
- Medaille „Veteran der Arbeit“